# 齐格蒙特·诺斯科夫斯基
齐格蒙特·诺斯科夫斯基（波蘭語：Zygmunt Noskowski；1846年5月2日—1909年1月23日），波兰作曲家，音乐教育家。早年在华沙音乐学院学习，后来赴柏林深造，回国后在华沙音乐学院任教，培养了席曼诺夫斯基，卡洛维茨等大批优秀的作曲家。诺斯科夫斯基被认为是第一位出色的波兰管弦乐作曲家，尽管他的音乐比较缺乏个人特色和民族特色，但仍然在波兰音乐史上有很高的地位。

## 外部連結
- 齐格蒙特·诺斯科夫斯基的免费乐谱，由国际乐谱典藏计划提供